# Stržen (Pivka)
Stržen je eden od izvirov reke Pivke in istoimenski potok. V Pivko se izliva kot desni pritok v bližini naselja Postojna.